# Fußverkehr

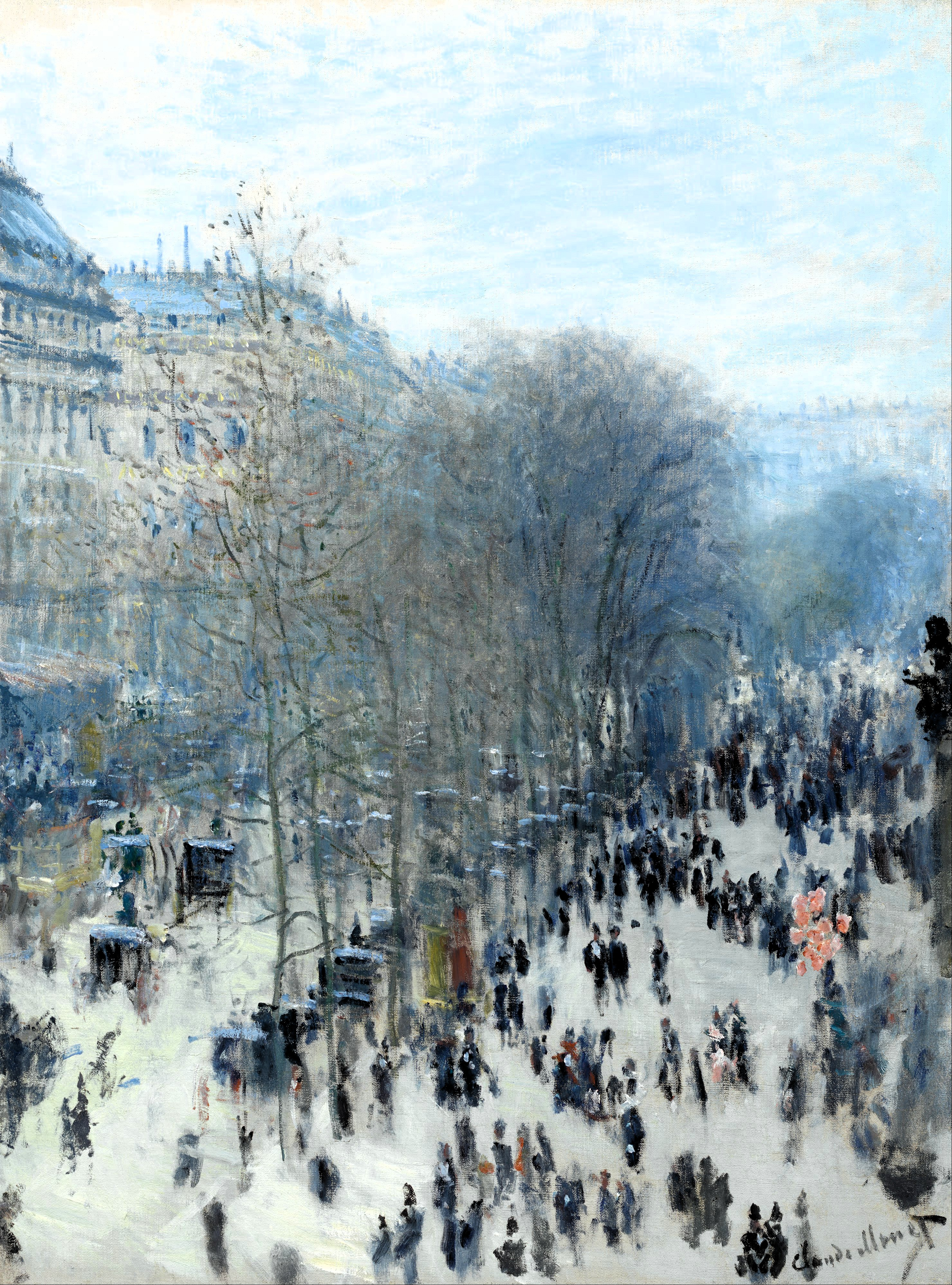
Claude Monet: Boulevard des Capucines, 1873

Fußverkehr ist das Zurücklegen von Wegen durch zu Fuß Gehende. Ein Fußgänger, auch Fußgeher, ist ein Mensch, der zu Fuß geht.

## Zu den Begriffen

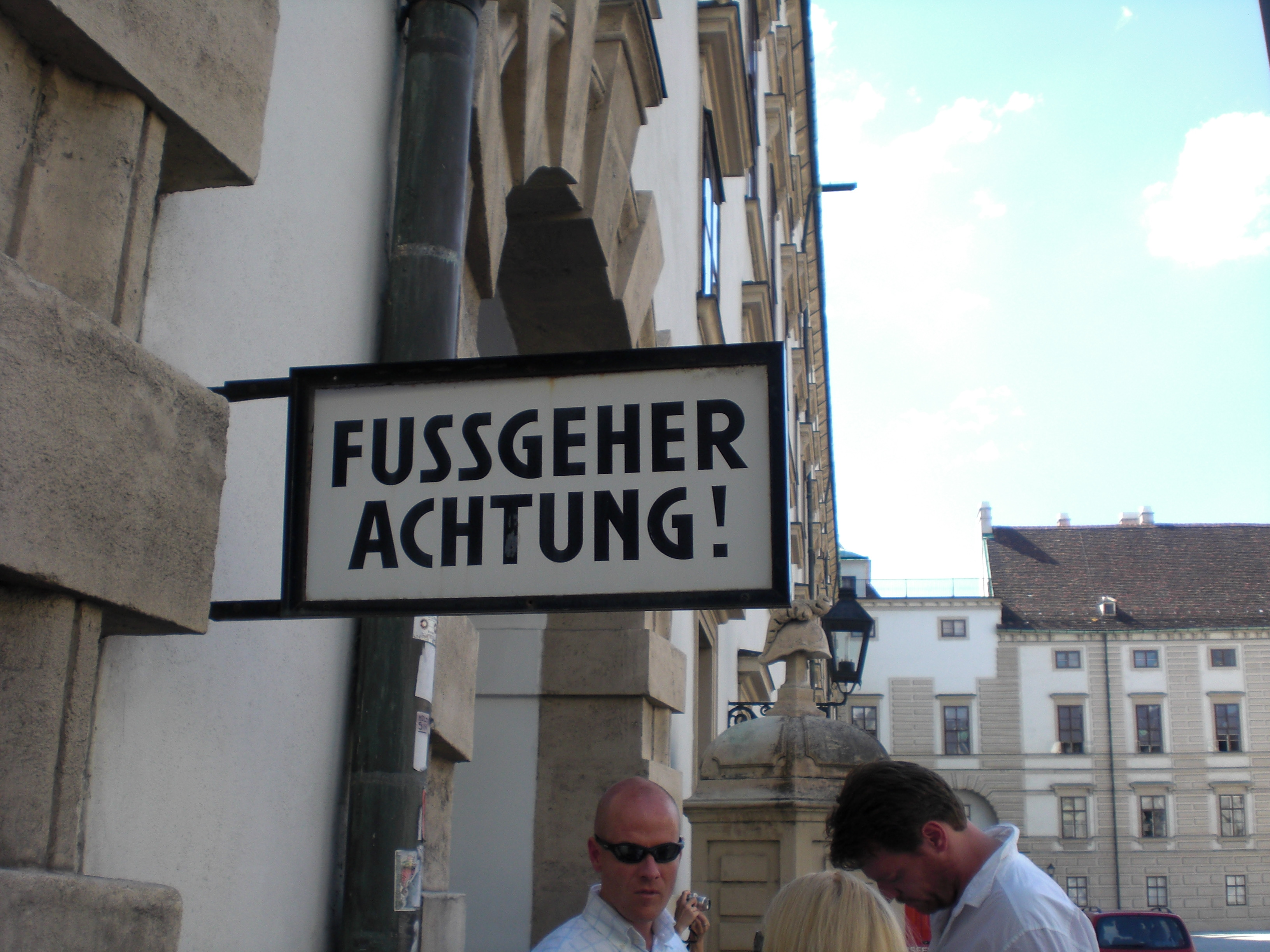
Warnschild in Wien

Fußgeher ist ein allgemeiner Ausdruck, wie er auch auf Spaziergeher und Wanderer angewendet werden kann. Auch Rollstuhlfahrer bezeichnen Nicht-Rollstuhlfahrer als Fußgeher.
- Unter Fußgänger wird im juristischen Sinne ein Verkehrsteilnehmer verstanden, der keinerlei technisches Verkehrsmittel benutzt. Dabei wird keine Unterscheidung zwischen einem gehenden und einem laufenden Fußgänger gemacht. Es ist einem Fußgänger auch erlaubt, Lasten mit einem Handwagen oder Stoßkarren zu transportieren. Wer ein Fahrrad schiebt, ist ebenfalls Fußgänger. Seit dem 1. April 2013 wird in der deutschen StVO im Sinne einer geschlechtsneutralen Sprache von zu Fuß Gehenden gesprochen.[1]
- Der Begriff Passant bezeichnet einen Fußgänger in einer spezifischen Rolle.
- Im Sport wird zwischen den Geh- und Laufsportarten unterschieden.

Fußverkehr ist allgemein der Teil des Transportwesens und der Reisetätigkeit, der ohne Verkehrsmittel stattfindet.
- Im rechtlichen Sinne ist er das Zurücklegen von Wegen auf öffentlichen Straßen, Wegen und Plätzen. Zum Fußverkehr zählt heute jede Bewegung aus eigener Kraft ohne technische Hilfsmittel, die rechtlich als Fahrzeug gelten oder mit Fahrzeugen, die ausdrücklich nicht am Straßenverkehr teilnehmen dürfen.

Aus dem Lateinischen stammt der Ausdruck per pedes, welcher zumindest im deutschsprachigen Raum noch weit verbreitet ist und „zu Fuß“ bedeutet.

## Kultur- und Verkehrsgeschichte des Gehens

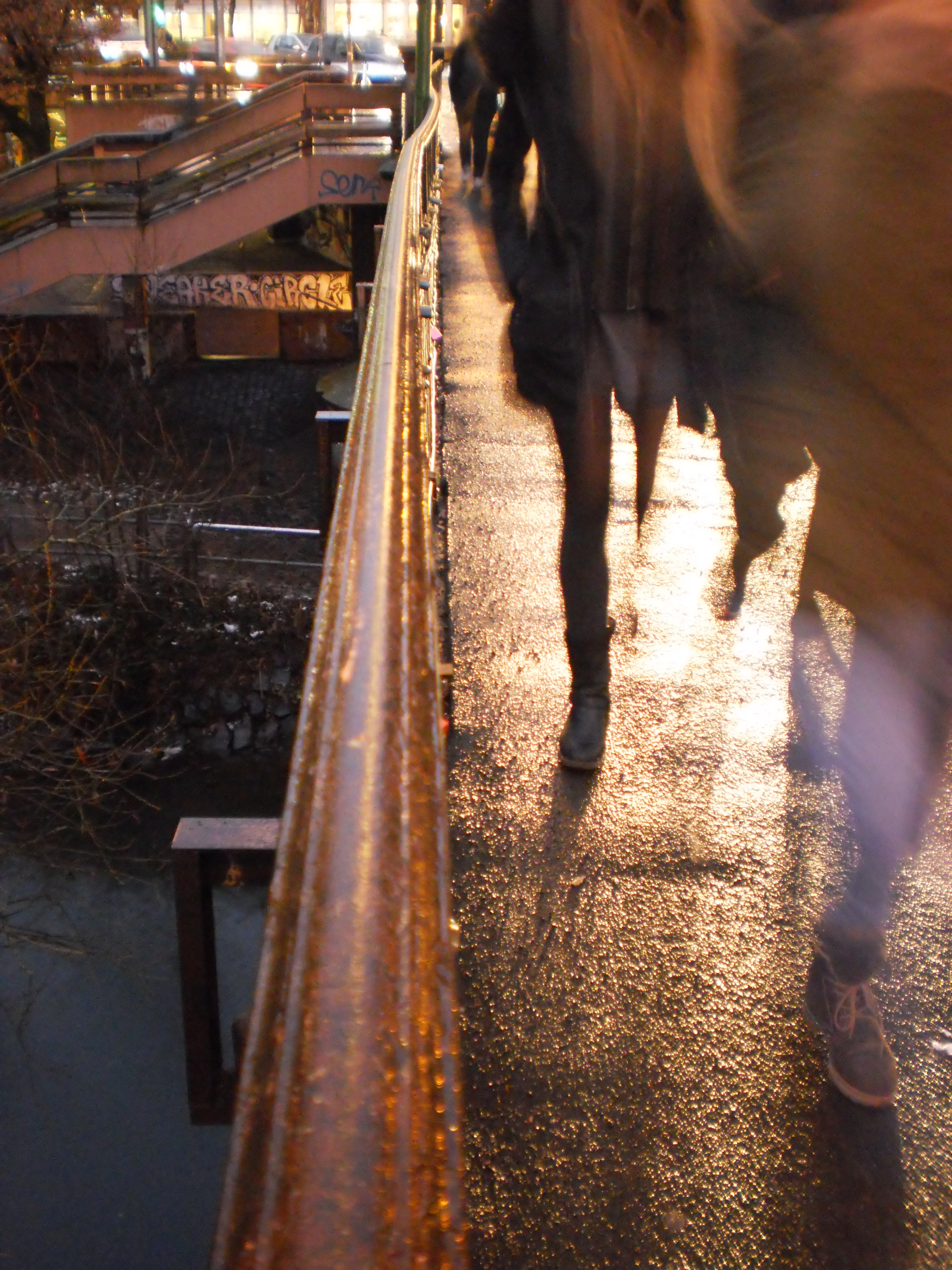
Eilige Passanten in der Stadt

Das Fußgehen ist eine natürliche Fortbewegungsart des Menschen. In Form des aufrechten Ganges hat es sich im Laufe der Evolution zu einem charakteristischen Erscheinungsbild des Menschen entwickelt.

### Militärisches Fußvolk
Mit den aufkommenden Großreichen, als zum ersten Mal größere Heere aufgestellt wurden, mussten Armeen zu Fuß gehen, da es logistisch nicht möglich gewesen wäre, jeden Soldaten mit einem Pferd auszustatten. Fußheere, später Infanterie genannt, konnten mit voller Montur bis zu 30 km am Tag zurücklegen.

### Gehkultur und Gehen als Freizeitbeschäftigung

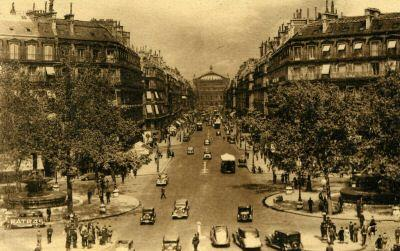
Großzügige Bürgersteige, Avenue de l’Opéra, Paris, um 1905

In der bürgerlich-industriellen Gesellschaft entwickelten sich das Spazieren und das Flanieren als Freizeitbeschäftigungen.
Wie schon seit Jahrzehnten in den USA, verschwand nach dem Zweiten Weltkrieg auch in Europa der Fußgänger außerhalb der Stadtzentren zunehmend aus dem Verkehrsleben. Diese Beobachtung veranlasste W. Wehap in den „Grazer Beiträgen zur europäischen Ethnologie“ zur Feststellung, dass das Gehen nicht mehr „die selbstverständliche Art der Fortbewegung für die Massen“ werden würde, dennoch aber eine Renaissance unter anderen Vorzeichen erlebe, wobei er die Fußgänger zu einem selbstbewussten Auftreten ermutigt.
S. A. Warwitz sieht eine zunehmende Rückgewinnung des Fußverkehrs auf sportlichem Gebiet, die von einem wachsenden Gesundheitsbewusstsein und von spielerischen Interessen motiviert ist: Die öffentlichen Wege werden in steigendem Maße von allen Altersgruppen zum Joggen, Woggen, Nordic Walken, Wandern, Marschieren, Skaten oder Rollern genutzt. Die „Gehkultur“ befindet sich damit nach Warwitz nicht in einer Untergangsphase, sondern in einem Wandlungsprozess, bei dem neue Betätigungsformen entdeckt werden. Diese Entwicklung zu einer neuen „Fußläufigkeit“ wird von Schulbeginn an gefördert, denn zur Wiederentdeckung der Gehkultur schon durch die Kinder gehören neben dem physischen Element auch das gemeinsame Erleben und die Kommunikation mit den Gleichaltrigen im „Schritttempo“ auf dem Schulweg und bei kindgemäß organisierten Klassenwanderungen.
siehe auch:
- New Pedestrianism
- Flâneur d’Or

### Fußgänger im öffentlichen Verkehrsraum
Die Nutzung des Verkehrsraums spiegelte immer auch das Verhältnis von oberen und unteren Gesellschaftsschichten wider, denn in den Kutschen saß die Herrschaft. Aufklärung und Französische Revolution brachten auch eine Emanzipation des Fußgängers und eine Blütezeit der Fußreisen und des Flanierens. Im Paris von 1789 entstand die Idee einer Republik der Fußgänger. Der Bürgersteig war Teil des Rufes nach Bürgerrechten und einer Emanzipation des Bürgertums (deswegen heißt er auch Bürgersteig).
Die Blütezeit der Gehwege kam mit der finanziellen Machtübernahme des Bürgertums. Gerade der gründerzeitliche Städtebau war gekennzeichnet durch breite Gehwege. „Immerhin sollten in Großstädten im Interesse größerer Bequemlichkeit des Publikums und zur Erschwerung der Tätigkeit der Taschendiebe Bürgersteige unter 4 m Breite nicht mehr angelegt werden“, schrieb Brix 1909. Der Gehweg war wichtiger Bestandteil der Straßenraumgestaltung, dabei war die Maßstäblichkeit von Straße und Bebauung Voraussetzung und Maß des Städtebaus. Boulevards und Promenaden waren Ausdruck des gewonnenen Selbstvertrauens. Nach Stübben sollte, wenn möglich, der Fahrweg auf die Hälfte der Straßenbreite eingeschränkt werden, und die Bürgersteige sollten somit jeweils ein Viertel der Straßenbreite ausmachen. „Diese Anordnung verbindet mit der Ermäßigung der Anlagekosten ein freundliches Aussehen.“ ()

### Fußverkehr im städtischen Raum

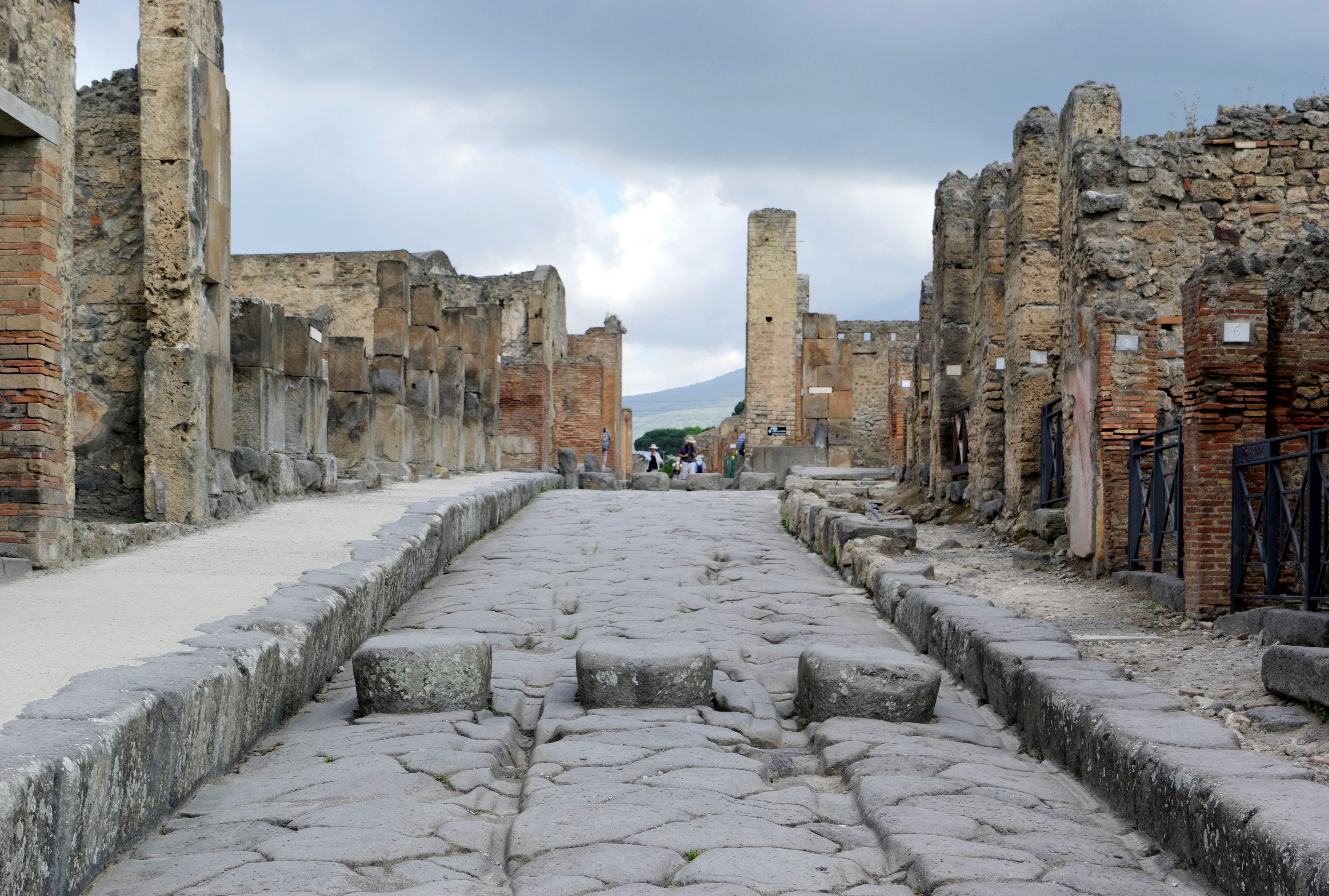
Gehweg mit Querungshilfe in Pompeji

Straßen wurden von jeher von verschiedenen Verkehrsarten genutzt und von vielfältigen Nutzungen geprägt. Neben Transport fanden Handel, Handwerk, Freizeitbeschäftigungen und Kommunikation auf der Straße statt, die Straße war eine Erweiterung des Wohn- und Arbeitsraums. Mangels anderer geeigneter Orte werden für Fußgänger geschaffene Flächen in Großstädten zum Aufenthalts- und Aktionsraum von Jugendsubkulturen.
Dort, wo es Konflikte mit dem Fuhrwerks- oder Reiterverkehr gab, wurden schon frühzeitig Gehwege eingerichtet. Bürgersteige, wie auch Fußgängerübergänge wurden im römischen Straßenbauwesen entwickelt. Letztere waren, in Form von Trittsteinen ausgeführt, wie alle Verkehrssysteme im ganzen Römischen Reich, auf eine Normspurbreite ausgelegt.
Je enger der Straßenraum war und je mehr Verkehr sich darin abspielte, umso größer waren die Konflikte. 1563 bat das Parlament in Frankreich den König vergeblich, er möge Fahrzeuge auf den Pariser Straßen verbieten. Goethe beschrieb in „Italienische Reise“ eine Kutschfahrt durch Neapel: „Der Fahrende schreit unaufhörlich ‚Platz, Platz!‘, damit Esel, Holz oder Kehricht tragende, entgegenrollende Kaleschen, lastschleppende oder freiwandelnde Menschen, Kinder und Greise sich vorsehen, ausweichen, ungehindert aber der scharfe Trab fortgesetzt werde.“ (Goethe)

#### Fußgänger- und Kraftverkehr

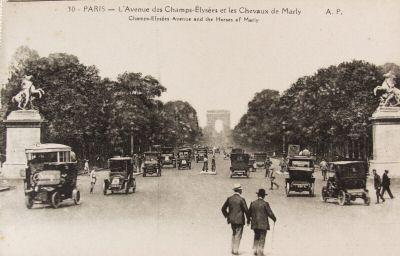
Gemischter Verkehr, Avenue des Champs-Élysées, Paris, um 1905

Straßenbreiten. Aus: Stübben, Josef; Der Städtebau. Leipzig 1924

Mit dem Aufkommen des Automobils als Massenfortbewegungsmittel wurden die Fußgänger seit Anfang des 20. Jahrhunderts in ihren Bewegungsmöglichkeiten eingeschränkt. Im Sinne einer autogerechten Stadt wurden sie durch Straßenverordnungen vielerorts auf die Fußgängerwege (Gehweg, Bürgersteig oder Gehsteig) verbannt.
In den 1970er-Jahren entstanden in vielen europäischen Innenstädten Fußgängerzonen. Zur Vereinfachung der Überquerung von vielbefahrenen Verkehrsstraßen wurden vielerorts Fußgängerbrücken und Fußgängerunterführungen eingerichtet.
Ab den 1980er-Jahren wurde die Fußgängersicherheit ein wichtiges Kriterium bei der Planung und Ausführung von Straßenbaumaßnahmen. Interessengruppen und Stadtplanern bemühen sich, Raum für den Fußgänger zurückzugewinnen. In Gebieten ohne ausreichenden öffentlichen Nahverkehr wird das Automobil als unerlässliches Verkehrsmittel angesehen und die Verkehrsplanung nimmt in ländlichen Gebieten kaum Rücksicht auf die Bedürfnisse von Fußgängern.

Die Benutzung der Fahrbahnen durch Fußgänger war früher selbstverständlich und wurde sogar ausdrücklich z. B. in der Wegeverordnung für Westpreußen von 1905 erwähnt: 

„Fahrwege dürfen von jedermann zum Gehen, Reiten, Radfahren, Fahren und zum Viehtreiben, Radwege nur zum Radfahren, Fußwege, unbeschadet privatrechtlicher Befugnisse zu einer anderweitigen Nutzung, nur zum Gehen benutzt werden.“

Mit dem Aufkommen des Automobils setzte eine Verdrängung der Fußgänger von der Straße ein. „Von allen Seiten, an jedem Ort und zu jeder Zeit fährt die Hupe des Automobils in der Großstadt auf Ihre Opfer los.“ (Pidoll, 1912) Trotz geringer Geschwindigkeiten (erlaubt waren 1910 in Preußen 15 km/h) kam es zu Unfällen. In Berlin mit insgesamt weniger als 6000 Automobilen ereigneten sich von Oktober 1910 bis Ende September 1911 insgesamt 2851 Automobilunfälle, von denen 67 tödlich verliefen.
Bierbaum schrieb in seinem Reisebericht von 1902: „Nie in meinem Leben bin ich so viel verflucht worden, wie während meiner Automobilreise im Jahre 1902. Alle deutschen Dialekte von Berlin an über Dresden, Wien, München bis Bozen waren daran beteiligt und alle Mundarten des Italienischen von Trient bis nach Sorrent – gar nicht zu rechnen die stummen Flüche, als da sind: Fäusteschütteln, Zunge herausstrecken, die Hinterfront zeigen und anderes mehr.“
Sowie Rudolf Diesel 1905: „Nein, was machten wir bei unserem Abschied aus Italien für einen Staub. So etwas habe ich in meinem ganzen Leben nicht wieder erlebt. Mehliger Kalkstaub lag fünf Zentimeter dick auf der Straße. Darauf jagte Georg, was der Wagen hergab, durch das Tal der Piave, und hinter uns breitete sich ein ungeheurer Kegel aus. … Wir entsetzten die Fußgänger wie mit einem Gasangriff, ihre Gesichter verzerrten sich, und wir ließen sie zurück in einer formlos gewordenen Welt, in der weithin Feld und Baum unter einer trockenen Puderschicht alle Farbe verloren hatten.“
In den 1920er Jahren starben in den USA etwa 17.000 bis 18.000 Menschen jährlich durch Autounfälle. Dreiviertel von diesen waren Fußgänger. Die Hälfte der Fußgänger waren Kinder. Die Öffentlichkeit war entsetzt und die Opfer wurden mit aufwendigen Trauerfeiern geehrt. Infolge dieser Nutzungskonflikte wurden Anti-Auto-Vereine gegründet und Städte begannen, Verkehrshindernisse wie beispielsweise Schwellen in die Fahrbahn einzubauen. 1923 wollte man Cincinnati die Höchstgeschwindigkeit von Autos technisch begrenzen. Diese Entwicklungen lösten bei Autofahrern und -Herstellern Besorgnis aus und in einer Gegenbewegung wurde durch US-amerikanische Fahrervereine, Fahrzeugbauer und Automobilhandel der Verein „Motordom“ gegründet, mit dem Ziel, die Automobilisierung zu fördern und auf den Gesetzgeber entsprechend einzuwirken. Durch zahlreiche PR- und Lobbymaßnahmen bewirkte Motordom eine grundsätzliche Umdeutung der seit Jahrtausenden bestehenden Verhältnisse, wonach Straßen auf ihrer gesamten Breite für die Mobilitätsbedürfnisse Aller zur Verfügung standen.
Motordom erfand dabei den einprägsamen Kampfbegriff des „Jay-Walking“, dessen Bekämpfung sich der Verein auf die Fahne schrieb. Jay bedeutet „unerfahren“, wurde aber auch generell mit der einfachen Landbevölkerung in Verbindung gebracht. Nach der Lesart von Motordom waren zwar auch die Fahrer an Unfällen schuld, hauptsächlich und vor allem jedoch unerfahrene „Landeier“, die gedankenlos vor das Auto liefen. Auch ließen nur verantwortungslose Eltern ihre Kinder in die Nähe von Straßen. Dass die Straßen seit Jahrtausenden auch Fußgängern und spielenden Kindern zur Verfügung gestanden hatten, wurde geflissentlich ignoriert. Durch Lobbyarbeit sowie Flyer- und Plakatkampagnen setzte bald ein Umdenken bei den politisch Verantwortlichen ein. Viele Städte in den USA erließen nun Verordnungen gegen das „Jay-Walken“ und setzten hohe Strafen fest. Die USA nahmen als Land mit dem größten Motorisierungsgrad eine Vorreiterrolle in der Welt ein. Bald wurden ähnliche Regelungen in vielen anderen Ländern der Welt erlassen, in Deutschland 1934 mit der Reichs-Straßenverkehrsordnung.
Diese regelte erstmals für das gesamte Reichsgebiet den Straßenverkehr. „Ist eine Straße für einzelne Arten des Verkehrs erkennbar bestimmt (Fußweg, Radfahrweg, Reitweg), so ist dieser Verkehr auf den ihm zugewiesenen Straßenteil beschränkt, der übrige Verkehr hiervon ausgeschlossen.“ Innerhalb von wenigen Jahrzehnten hatte sich das Auto durchgesetzt, welches zu Anfang des 20. Jahrhunderts noch als Eindringling in die damals vielfältig genutzten Straßenräume der Städte wahrgenommen worden war. Fußgänger durften nur noch den ihnen zugewiesenen Teil der Straße benutzen.
Die Zielsetzung der Reichs-Straßenverkehrsordnung war in der Präambel beschrieben: „Die Förderung des Kraftfahrzeugs ist das vom Reichskanzler und Führer gewiesene Ziel, dem auch diese Verordnung dienen soll.“
Mit der steigenden Motorisierung nach dem Zweiten Weltkrieg – 1953 gab es in Deutschland wieder knapp 1,2 Millionen Personenkraftfahrzeuge – wurde in der neuen Straßenverkehrs-Ordnung (StVO) von 1953 die Möglichkeit zum Gehwegparken explizit aufgenommen, um, wie es in der Begründung hieß, die bisher in der Rechtsprechung nicht einheitlich beantwortete Frage des Parkens auf Gehwegen nun gesetzlich zu regeln.
In der Neufassung der StVO von 1970 wurde die Möglichkeit zur Einrichtung gemeinsamer Rad- und Fußwegen aufgenommen. 1964 wurde der Vorrang der Fußgänger an Zebrastreifen in der StVO aufgenommen. Es kam zur Errichtung von Fußgängerzonen (in eng begrenzten Revieren) und zur Einführung von verkehrsberuhigten Zonen.
Das Konzept des Shared Space sieht verschiedene Maßnahmen zur Gestaltung des öffentlichen Verkehrsraums vor, die wieder eine gemeinsame und sichere Nutzung der Flächen durch alle Verkehrsteilnehmer ermöglichen sollen. Umgesetzt wurde es bislang nur in wenigen Städten und Gemeinden.

## Daten zum Fußverkehr

### Heutige Bedeutung des Fußverkehrs
Die Bedeutung des Fußverkehrs im Verkehrsgeschehen hat im späten 20. Jahrhundert stark abgenommen. Wurden beispielsweise in Westdeutschland 1972 noch 33 % aller Wege ausschließlich zu Fuß zurückgelegt, waren es 1982 noch knapp 30 %. Im 21. Jahrhundert hat er sich allerdings stabilisiert. Nach den Erhebungen zur Mobilität in Deutschland hatte er 2002 einen Anteil von 23 %, 2008 einen Anteil von 24 % und 2017 einen Anteil von 22 %. Jena – eine „Stadt der kurzen Wege“ – hat eine Spitzenposition inne im Anteil der Fußgänger am Gesamtverkehr (40 Prozent, 2023; mit steigender Tendenz seit 2003) und liegt in Sachen Fußverkehrsfreundlichkeit auf dem 2. Platz.
Wenn nur die Verkehrsmittelwahl in den Städten seit 1972 betrachtet wird, ist die Veränderung besonders deutlich (siehe Abbildung Städtepegel). Sowohl in der DDR als auch in der BRD wurden vergleichbare Untersuchungen zur Verkehrsmittelwahl durchgeführt. War der Fußverkehr bis Mitte der 1960er-Jahre in den Städten die dominierende Verkehrsart, hat der Anteil der Fußwege seitdem deutlich abgenommen.

Verkehrsmittelwahl im Zeitverlauf
Wegezwecke des Fußverkehrs
Zeit im Verkehr

Die Ursachen für den Rückgang im späten 20. Jahrhundert sind vielfältig:
- Veränderte Siedlungsstrukturen: Häufig waren die Siedlungsstrukturen auf die fast ausschließliche Erreichbarkeit mit dem Kraftfahrzeug ausgelegt. Die Ziele waren in die Ferne gerückt. Lebensmittelgeschäfte, die früher zu Fuß erreichbar waren, mussten mit dem Kraftfahrzeug angefahren werden, weil die Nahversorgung immer mehr ausgedünnt wurde.
- Die Zentralisierung öffentlicher Einrichtungen wie Schulen führte zu weiteren Wegen: der Begleitverkehr nahm zu. Beispielsweise legten 2017 Kinder zwischen 7 und 10 Jahren 35 % ihrer Wege zu Fuß zurück, dagegen 41 % als Beifahrer in Kraftfahrzeugen[18]. Der Bring- und Holdienst der Eltern mit dem Auto („Elterntaxi“) hatte erhebliche Dimensionen angenommen.
- Veränderte Lebensstile und Werte: Mobilitätskultur beschränkte sich fast ausschließlich auf das Automobil. Zu Anfang des Zwanzigsten Jahrhunderts gab es hingegen noch eine ganze Literaturgattung, die sich mit Flanieren in den Städten auseinandersetzte. Mobilitätskultur war in den meisten Städten nicht entwickelt und kein Stadtmarketing-Bestandteil.
- Die Bedingungen für Fußgänger waren häufig bescheiden. Häufig standen ihnen lediglich Restflächen zur Verfügung. Viele breite Gehwege, z. B. des großzügigen gründerzeitlichen Städtebaus, wurden zum Parken oder für Radwege genutzt.
- Politische Entscheidungsträger und Planer nahmen Fußverkehr häufig nicht als relevante Verkehrsart wahr.

Diese Entwicklungen setzten sich im 21. Jahrhundert teilweise fort, jedoch gab es auch gegenläufige Trends, die den Rückgang des Fußverkehrs gebremst und teilweise umgekehrt haben:
- Urbanisierung und Verdichtung: Zahlreiche Städte verzeichnen wachsenden Einwohnerzahlen und höhere bauliche Dichten. Damit ist oft auch eine wachsende Zahl von Zielen zu Fuß räumlich und zeitlich erreichbar.
- Der Anteil älterer Menschen an der Bevölkerung wächst. Mit höherem Alter gewinnt der Fußverkehr ein wachsendes Gewicht. So legten 2017 die 40- bis 50-jährigen 17 % ihrer Wege zu Fuß zurück, die 65- bis 75-jährigen 29 % ihrer Wege und die über 80-jährigen 34 % ihrer Wege.[19]
- Städte verbessern die Bedingungen für den Fußverkehr. So beteiligten sich ab 2016 zwölf Modellstädte am Projekt „Kommunale Fußverkehrsstrategien“, initiiert vom Umweltbundesamt und umgesetzt vom Fachverband Fußverkehr Deutschland FUSS e. V.[20] Leipzig schuf als erste Großstadt in Deutschland die Stelle eines kommunalen Beauftragten für den Fußverkehr[21]. Der Senat von Berlin kündigte für 2020 die Verabschiedung eines eigenen Abschnitts „Fußverkehr“ im Mobilitätsgesetz des Landes an.
- Fußgänger nehmen gute Fußverkehrsbedingungen wahr. So bekundeten 2017 in den großstädtischen Metropolen 84 % der Befragten Zufriedenheit mit den Bedingungen des Fußverkehrs, jedoch nur 71 % mit dem öffentlichen Verkehr, 51 % mit dem Autoverkehr und 48 % mit dem Radverkehr.[22]  Motive zum Gehen sind sowohl individuell (z. B. Einfachheit, Kosten, Erlebnis, Gesundheit) als auch gesellschaftlich-ökologisch (Stadtverträglichkeit, Umweltschonung, Klimaschutz).
- Der stationäre Einzelhandel lebt an vielen Standorten zum Großteil von Kunden, die zu Fuß kommen. Die Zahl der Fußgänger in einer Straße, die sogenannte Passantenfrequenz, ist ein wichtiger Indikator für den Marktwert als Einkaufsstandort.[23] Internationale Studien zeigen, dass ein Teil der Händler bisher den Anteil des Umsatzes überschätzt, den sie mit im Auto gekommenen Kunden machen, und zugleich den Anteil der zu Fuß gekommenen Kunden und ihrer Umsätze unterschätzen.[24]

### Unfallrisiken des Fußgängers

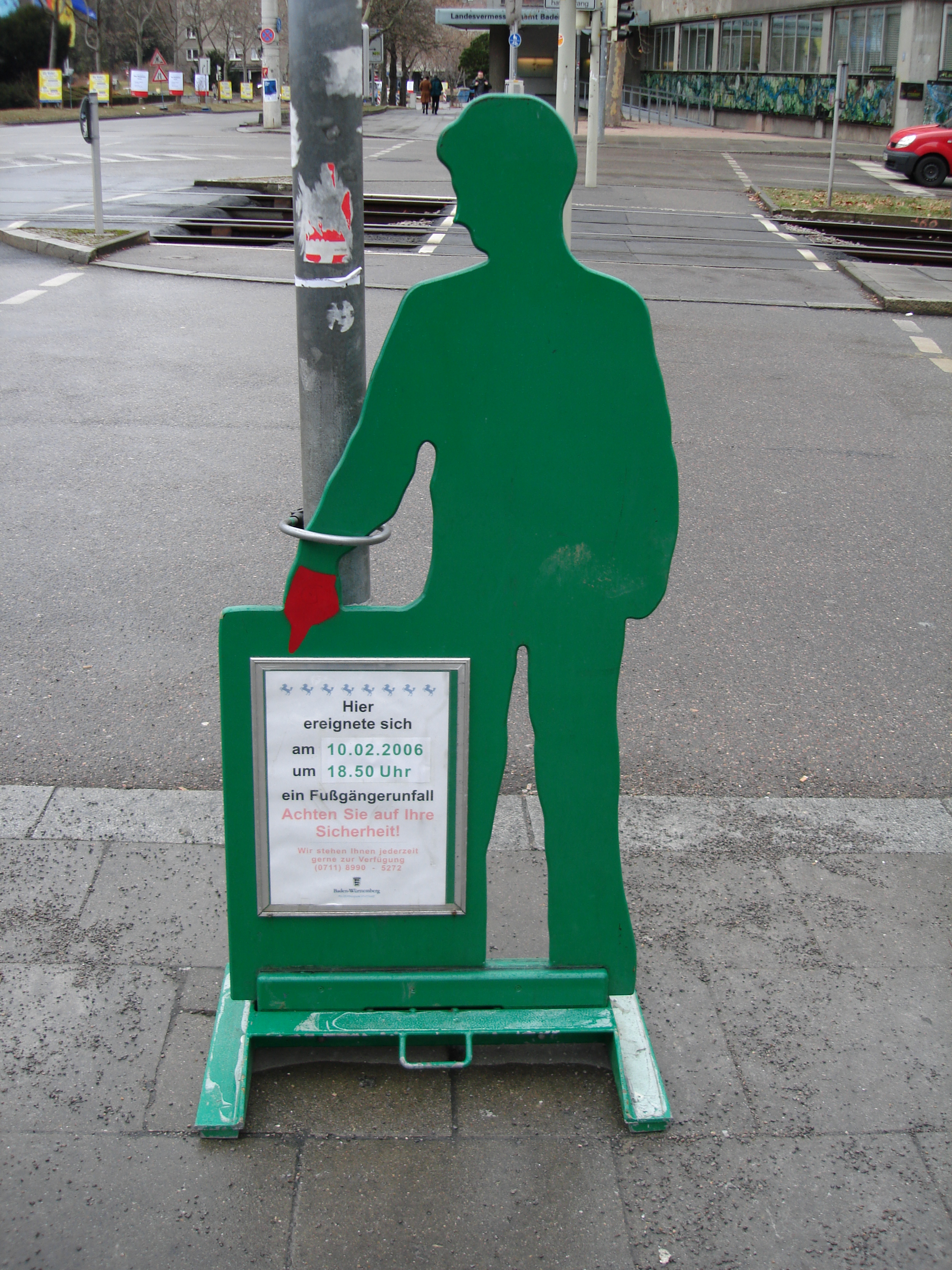
Hier ereignete sich ein Fußgängerunfall. Achten Sie auf Ihre Sicherheit! (Schild in Stuttgart)

Fußgänger zählen – aufgrund der verhältnismäßig geringeren Gesamtteilnahme – zwar nicht absolut, wohl aber relativ zu den Hochrisikogruppen im öffentlichen Verkehr. So waren in Österreich 2007 die Fußgänger mit nur etwa 8 % an den Verletzten, aber mit über 15 % an den Verkehrstoten beteiligt.
Die Verletzungsgefahr und -schwere ist durchwegs extrem hoch: 93 % der an Unfällen beteiligten Fußgänger wurden verletzt, ein Viertel (25,1 %) aller Verunglückten schwerstverletzt oder getötet (im Vergleich: gesamt: 59,2 % / 15,5 %; Pkw-Insassen: 52,4 % / 9,6 %; aber Motorrad 91,7 % / 34,7 %).
Unfälle von Fußgängern sind vorrangig ein Problem des Ortsgebiets, wo 12 % aller Verletzten, aber 40 % aller Getöteten zu Fuß unterwegs waren.
Nach einer Studie des österreichischen Kuratoriums für Verkehrssicherheit von 2008, die nicht die Verkehrsunfallstatistiken, sondern nachfolgende Gerichtsverfahren hinsichtlich der Frage der Verschuldung auswertet, zeigt sich aber, dass die Hauptschuld bei tödlichen Verkehrsunfällen ungeschützter Verkehrsteilnehmer (also einschließlich der Radfahrer) zu 50 % bei Fußgängern (bzw. Radlenkern) liegt. Für dieses durchaus unerwartete Ergebnis werden zwei Gründe angeführt:
- Zum einen Unachtsamkeit durch Faktoren wie Stress oder Überforderung: Haupttodesursache ist das Queren der Straße abseits von Schutzwegen oder Übergängen; ein Fünftel aller tödlichen Unfälle entsteht nach Ignorieren einer roten Ampel oder Missachtung des Vorrangs bevorrechtigter Verkehrsteilnehmer (in der Regel PKW).
- Zum anderen der hohe Prozentsatz an Alkoholisierung, der mit 10 % – bisherige Schätzungen lagen bei 6–7 % – an tödlichen Unfällen (aller Verkehrsteilnehmer) Anteil hat: Auch bei Trunkenheit von Fußgängern im Straßenverkehr werten Gerichte das Eigenverschulden zu 100 %, unabhängig vom Verschulden der anderen Beteiligten.

Bei der Gruppe der Fußgänger erweisen sich als Hauptgefährdete – ebenfalls für Österreich – für Verletzungen die Gruppe der Jugendlichen 5–19 Jahre (27 %), für tödliche Unfälle die Senioren ab 65 Jahren (knapp 50 %).
Im deutschen Strafrecht wird bei Kindern unter 14 Jahren nach § 19 StGB wegen der nicht gegebenen Schuldfähigkeit statt Verschulder der wertungsfreie Begriff Verursacher verwendet, was strafrechtliche Konsequenzen auch für die anderen Unfallbeteiligten hat. Nach den jährlich veröffentlichten Erhebungen des Statistischen Bundesamts findet seit einigen Jahren in Deutschland eine Verschiebung des Unfallgeschehens mit Kindern in Richtung der Mitfahrerunfälle in Kraftfahrzeugen statt. Diese erreichten 2007 an den tödlich verlaufenen Unfällen einen Anteil von 43 % und übertrafen damit sowohl die Radfahr- als auch die Fußgängerunfälle. Im Jahre 2015 verunglückten Kinder im Alter von sechs bis neun Jahren immer noch am häufigsten in einem Auto (41,5 %). Von den getöteten Kindern verloren die meisten als Mitfahrer in einem Pkw ihr Leben (40,5 %). Dem Trend zu dem gefährlichen Kraftfahrzeugtransport (Stichwort „Schul-Rushhour“) wird mit einer konsequenten Fußgängererziehung und Maßnahmen wie dem Karlsruher 12-Schritte-Programm und dem Erwerb des Fußgängerdiploms seitens der Schulen entgegengearbeitet. Aufklärungsveranstaltungen vermitteln gleichzeitig den Eltern, dass ihre Kinder als geschulte selbstständige Fußgänger im Verkehr nachweisbar besser geschützt sind als durch den Autotransport.

Zeichen 133-10 „Fußgänger“ (Deutschland) Aufstellung rechts

## Straßenverkehrsrechtliche Regelungen

### Deutschland
In Deutschland finden sich die für Fußgänger relevanten Vorschriften im § 25 der Straßenverkehrs-Ordnung (StVO).

#### Benutzung der Gehwege
In § 25 Abs. 1 der Straßenverkehrsordnung (StVO) ist die Gehwegbenutzung für Fußgänger geregelt: „Wer zu Fuß geht, muss die Gehwege benutzen. Auf der Fahrbahn darf nur gegangen werden, wenn die Straße weder einen Gehweg noch einen Seitenstreifen hat.“ Allerdings dürfen sie andere Fußgänger nicht durch sperrige Gegenstände oder das Mitführen von Fahrzeugen behindern. Hierzu heißt es in Abs. 2: „Wer zu Fuß geht und Fahrzeuge oder sperrige Gegenstände mitführt, muss die Fahrbahn benutzen, wenn auf dem Gehweg oder auf dem Seitenstreifen andere zu Fuß Gehende erheblich behindert würden.“
Fußgänger dürfen nicht auf Autobahnen und Kraftfahrstraßen gehen.
In der StVO oder anderen Gesetzen und Verordnungen gibt es keinerlei Regelungen für das Bewegen oder den Aufenthalt von Fußgängern auf dem Gehweg, etwa Gebote zum Rechts- oder Linksgehen, zum Hintereinandergehen, zum Gewähren von Vorgang analog zur Vorfahrt auf der Fahrbahn, zum Richtungswechseln, zum Anhalten oder zur Geschwindigkeit.
Die Benutzung der Gehwege durch Fahrzeuge ist nicht erlaubt. Dies ergibt sich aus § 2 StVO: „Fahrzeuge müssen die Fahrbahn benutzen…“. Kraftfahrzeugen ist laut § 12 StvO auch das Parken auf Gehwegen verboten, Fahrräder dürfen jedoch auf Gehwegen abgestellt werden, wenn der Verkehr nicht behindert wird.
Eine Ausnahme gibt es für Kinder mit Fahrrädern. Kinder bis zum vollendeten 8. Lebensjahr müssen, ältere Kinder bis zum vollendeten 10. Lebensjahr dürfen mit Fahrrädern Gehwege benutzen. Jeweils eine Aufsichtsperson darf für die Dauer der Begleitung den Gehweg ebenfalls mit dem Fahrrad benutzen. Auf Fußgänger ist dabei besondere Rücksicht zu nehmen.
Nicht als Fahrzeug bezeichnet werden „besondere Fortbewegungsmittel“ (§ 24 StVO). Hierunter fallen Schiebe- und Greifrollstühle, Rodelschlitten, Kinderwagen, Roller, Kinderfahrräder und ähnliche Fortbewegungsmittel wie Inline-Skater. Mit diesen muss man, wenn es nicht anders geregelt ist, die Gehwege benutzten.

#### An Kreuzungen und Einmündungen

Bevorrechtigungen an Kreuzungen

Generell haben Fußgänger nach § 25 Abs. 3 StVO die Fahrbahnen unter Beachtung des Fahrzeugverkehrs zügig auf kurzem Weg quer zur Fahrtrichtung zu überschreiten, und zwar, wenn die Verkehrslage es erfordert, nur an Kreuzungen oder Einmündungen, an Lichtzeichenanlagen innerhalb von Markierungen oder auf Fußgängerüberwegen (Zeichen 293). Wird die Fahrbahn an Kreuzungen oder Einmündungen überquert, so sind dort angebrachte Fußgängerüberwege oder Markierungen an Lichtzeichenanlagen (Fußgängerfurt) stets zu benutzen.
An Kreuzungen und Einmündungen sind die Vorrangregelungen für Fußgänger kompliziert, je nachdem, auf welchem Fahrbahnteil sie sich befinden und ob die Fahrzeuge abbiegen oder geradeaus fahren. In § 9 Abs. 3 StVO sind die Verhaltensvorschriften für Kraftfahrer beim Abbiegen festgehalten:

„Wer abbiegen will, muss entgegenkommende Fahrzeuge durchfahren lassen, Schienenfahrzeuge, Fahrräder mit Hilfsmotor und Radfahrer auch dann, wenn sie auf oder neben der Fahrbahn in der gleichen Richtung fahren. Dies gilt auch gegenüber Linienomnibussen und sonstigen Fahrzeugen, die gekennzeichnete Sonderfahrstreifen benutzen. Auf Fußgänger muss er besondere Rücksicht nehmen; wenn nötig, muss er warten.“

Gegenüber abbiegenden Fahrzeugen sind Fußgänger somit immer bevorrechtigt. Dies gilt unabhängig davon, ob die Kreuzung oder Einmündung mit Vorfahrtsschildern versehen ist oder nicht. Gegenüber Fahrzeugen, die nicht abbiegen, sind die Fußgänger nicht bevorrechtigt (siehe Abbildung).
Sind an den Kreuzungen und Einmündungen Lichtzeichenanlagen installiert, müssen Fußgänger die Ampelsignale beachten.
Wechselt Grün auf Rot, während Fußgänger die Fahrbahn überschreiten, so haben sie ihren Weg zügig fortzusetzen. Für abbiegende Fahrzeuge gelten die oben in § 9 Abs. 3 StVO beschriebenen Verhaltensregelungen beim Abbiegen auch an Lichtsignalanlagen.
Besondere Beachtung erfordert der Fußverkehr beim Grünpfeil.

### Österreich
Laut österreichischer Straßenverkehrsordnung müssen Fußgänger den Gehsteig benutzen (§ 76 StVO). Fehlt dieser, müssen sie am Straßenbankett gehen; fehlt auch dieses, am äußersten Fahrbahnrand. Auf Freilandstraßen haben sie dabei – außer im Fall der Unzumutbarkeit – den linken Straßenrand zu benutzen. Dies gilt auch für Personen, die Kinderwagen oder Rollstühle ziehen. Lastenträger jedoch dürfen Gehsteige und Straßenbankette nur dann benutzen, wenn sie den Fußgängerverkehr dadurch nicht übermäßig behindern. Im Ortsgebiet in der Nähe von Baustellen, landwirtschaftlichen Betrieben oder Gärten dürfen Gehsteige aber auch mit Schubkarren in Längsrichtung befahren werden.
Nach (§ 78 StVO) sind nicht nur Behinderungen durch Programmverteilung, Tragen von Reklametafeln, Mitführen von Tieren und ähnlichem verboten, sondern auch durch unbegründetes Stehenbleiben.
Fußgänger, die die Straßen überqueren wollen, müssen vorhandene Schutzwege oder Über- bzw. Unterführungen verwenden. Nur wenn diese fehlen oder mehr als 25 Meter entfernt liegen, darf die Straße auch an anderen Stellen überquert werden; im Ortsgebiet aber nur, wenn die Verkehrslage ein sicheres Überqueren „zweifellos zulässt“. Generell ist dabei der kürzeste Weg und eine „angemessene Eile“ zu wählen.

### Schweiz

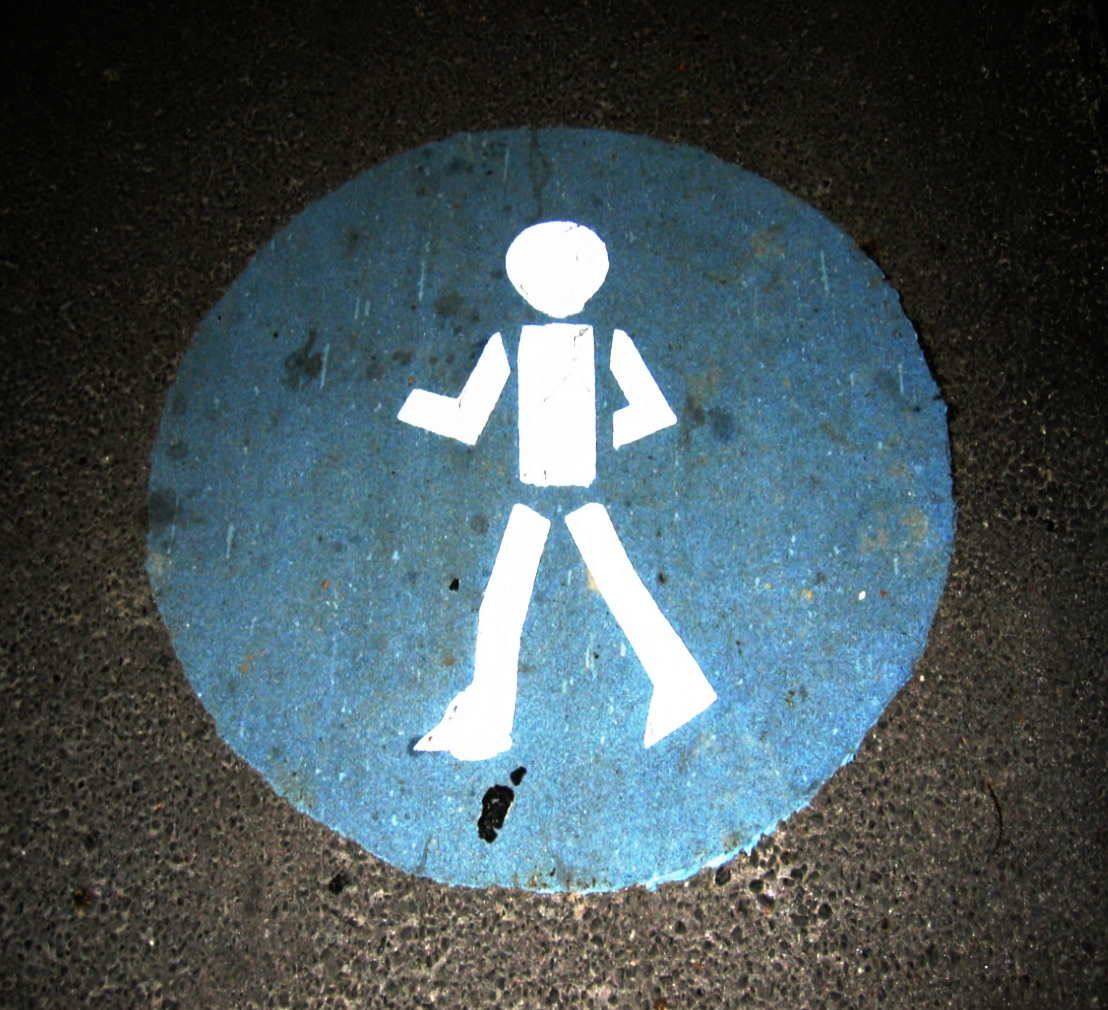
Bodenmarkierung eines Gehweges für Fußgänger

### Vereinigtes Königreich
In Großbritannien regeln die Regeln 1 bis 33 des Highway Codes das Verhalten der Fußgänger im Straßenverkehr. Diese sind aber auf Basis des angloamerikanischen Rechtsverständnisses eher als Ratschläge zu verstehen. Dies gilt allerdings nicht für folgende Punkte:
- Fußgänger dürfen nicht auf Autobahnen und rutschigen Straßen gehen, es sei denn, es handelt sich um eine Ausnahmesituation (Laws RTRA sect 17, MT(E&W)R 1982 as amended & MT(S)R regs 2 &13);
- Fußgänger dürfen nicht auf fahrende Autos springen oder sich an fahrenden Autos festhalten (Law RTRA 1988 sect 26);
- Fußgänger dürfen an Zebrastreifen und sogenannten Pelican oder Puffin Crossings nicht bummeln (Laws ZPPPCRGD reg 19 & RTRA sect 25(5)).

## Straßenbaurichtlinien
Im Jahr 2002 wurden in Deutschland von der Forschungsgesellschaft für Straßen- und Verkehrswesen (FGSV) die Empfehlungen für Fußgängerverkehrsanlagen – EFA 2002 herausgegeben. In Österreich wurde von der Forschungsgemeinschaft Straße und Verkehr im August 2004 das Merkblatt RVS 3.12 – Fußgängerverkehr herausgegeben.

### Wege für Fußgänger
Die Einrichtung der Verkehrswege für den Fußgänger unterliegt der Verkehrsplanung, für den Fußgeher der Raumplanung. Die Wege für Fußgänger innerorts lassen sich folgendermaßen einteilen:
- selbstständig geführte Fußwege (Gehwege) oder nicht befahrbare Wohnwege
- Fußgängerbereiche (Fußgängerzone) in Straßen und auf Plätzen
- straßenbegleitende Gehwege
- Verkehrsberuhigte Bereiche
- Gemischte Geh- und Radwege

Weitere Einrichtungen für den Fußverkehr auf öffentlichen Straßen sind Fußgängerfurt, Fußgängerüberweg sowie die in der Schweiz sehr erfolgreiche und seit Kurzem auch in Deutschland und Österreich in der Erprobung befindliche Begegnungszone.

## Sicherheitsrichtlinien außerhalb des öffentlichen Verkehrs
Bei öffentlichen Großveranstaltungen und der Evakuierung größerer Gebäude können sich hohe Personendichten von bis zu zehn Personen pro Quadratmeter ergeben. Die Dynamik und die kollektiven und emergenten Phänomene zu verstehen, die sich ab einer Person pro Quadratmeter durch die wechselseitige Beeinflussung der Personen ergeben, ist von entscheidender Bedeutung für die Notfall-Sicherheit solcher Orte. Durch die korrekte Berücksichtigung solcher Phänomene in Evakuierungssimulationen versucht man heute, die Sicherheit beliebig komplexer und beliebig großer Baustrukturen bereits während der Planungsphase sicherzustellen.

## Fußverkehrinitiativen

### FUSS e.V. Fachverband Fußverkehr Deutschland
In Deutschland vertritt seit 1985 der Fachverband Fußverkehr Deutschland Fuss e. V. die Interessen der Gehenden.

### Fussverkehr Schweiz
In der Schweiz gibt es seit 1972 den Fussgängerverband Fussverkehr Schweiz. Er unterstützt Bund und Kantone bei der Umsetzung des Schweizerischen Fuss- und Wanderwegegesetzes. Auch setzt er sich für innovative fußgängerfreundliche Verkehrsgestaltung, zum Beispiel durch die Schaffung von Begegnungszonen ein.
Durch den Verband wird in regelmäßigen Abständen der Fusspreis ausgeschrieben, der Projekte prämiert, welche die Situation von Fußgängern im Straßenverkehr verbessern. Hierbei handelt es sich um eine offene Ausschreibung, was bedeutet, dass Fachleute aus sämtlichen Kantonen daran teilnehmen können. Bei der letzten Preisverleihung erhielt Grenchen den Preis als fußgängerfreundlichste Stadt der Schweiz.

### Walk-space.at – Der österreichische Verein für FußgängerInnen
Walk-space.at ist ein unabhängiger österreichischer Verein, der die „Interessen der FußgängerInnen“ vertritt. Jährlich organisiert der Verein Fachkonferenzen an verschiedenen Orten in Österreich.

### Aktionen und Initiativen
Ende der 1980er Jahre erfand der Münchener Michael Hartmann das Carwalking, das Gehen über auf Bürgersteigen geparkte Autos, ohne diese zu beschädigen. Durch Streetwalking – Gehen auf der Straße, ohne den Vorrang von Autos anzuerkennen – versuchte er den Straßenverkehr wieder an die Bedürfnisse und Geschwindigkeiten von Fußgängern anzupassen. Hartmann verbreitete seine Ideen auch in Verkehrsseminaren und einem Buch. Vorübergehend erlangten seine direkten Aktionen gegen den Autoverkehr eine gewisse mediale Aufmerksamkeit und fanden auch vereinzelte Nachahmer. Sie brachten ihm aber auch Krankenhausaufenthalte und Einweisungen in psychiatrische Einrichtungen ein. In Gerichtsverhandlungen konnte er meist Freisprüche erreichen. Nach Hartmanns Umzug ins Ausland schlief die Carwalking-Szene ein.
Die Aktion Laufbus oder Gehbus soll dazu dienen, das Fußgehen der Schulkinder zu fördern, damit sie im Alltag ausreichend Bewegung bekommen und lernen, ihre Wege selbstständig und umweltfreundlich zurückzulegen.
Zur Sicherung des besonders gefährdeten Schulanfängers auf seinen ersten eigenverantwortlichen Fußgängen zur Schule wurden von der Verkehrspädagogik Initiativen wie der Schulwegplan oder das Schulwegspiel geschaffen, an deren Erarbeitung die Kinder selbst beteiligt werden. Städte und Gemeinden stellen außerdem zunehmend Kinderstadtpläne zur Verfügung, die Kindern die Orientierung in ihrem Stadtteil erleichtern.
Im Oktober 2018 hat das Umweltbundesamt (UBA) die ersten Grundzüge einer bundesweit geplanten Fußverkehrsstrategie vorgestellt. Durch die Offensive soll sich unter anderem die Zahl der Fußwege bis 2030 um die Hälfte erhöhen, der Fußverkehr insgesamt sicherer und barrierefrei werden sowie die Aufenthaltsqualität für Fußgänger steigern. Im Rahmen der Strategie könnten beispielsweise folgende Maßnahmen umgesetzt werden (Vorschläge des UBA): Einführung der Regelgeschwindigkeit Tempo 30 innerorts, Erhöhung der Bußgelder für fußgängerfeindliches Verhalten oder die Verankerung der fußläufigen Erreichbarkeit im Planungsrecht.

## Medien

Carl Spitzweg: Der Sonntagsspaziergang

- Unser Schicksal als Fußgänger, SWR2-Forum, 22. August 2007: Gespräch zwischen Matthias Hahn (Baubürgermeister Stuttgart), Felicitas Hoppe (Schriftstellerin und Fußgängerin in Berlin-Mitte) und Heiner Monheim (deutscher Verkehrswissenschaftler, Geograph, emeritierter Professor der Universität Trier)[52]
- Der letzte Fußgänger, Filmkomödie mit Heinz Erhardt, Deutschland 1960